# Astacilla lobulata
Astacilla lobulata är en kräftdjursart som först beskrevs av Barnard 1925.  Astacilla lobulata ingår i släktet Astacilla och familjen Arcturidae. Inga underarter finns listade i Catalogue of Life.